# حفاظت از مبلغان
حفاظت از مبلغان (انگلیسی: Protectorate of missions) اصطلاحی برای حق حمایتی است که توسط یک قدرت مسیحی در یک کشور مسلمان یا سایر کشورهای غیر مسیحی در مورد افراد و مؤسسات مبلغان مذهبی اعمال می‌شود. این اصطلاح در مورد تمام حمایت‌های مبلغان صدق نمی‌کند، بلکه فقط به مواردی که به‌طور دائم به موجب یک حق مکتسبه اعمال می‌شود، که معمولاً توسط یک معاهده یا قرارداد (اعم از صریح یا ضمنی) ایجاد می‌شود، به‌طور داوطلبانه با موافقت یا پذیرفته شده توسط قدرت غیرمسیحی پس از آن، اعمال می‌شود. کم و بیش اجبار هدف تحت الحمایه ممکن است کم و بیش گسترده باشد، زیرا ممکن است فقط مبلغان مذهبی را دربر گیرد که تابع قدرت محافظ هستند یا در مورد مبلغان مذهبی همه ملل یا حتی مسیحیان بومی که اخیراً به آنها ایمان آورده‌اند اعمال شود. برای درک کامل ماهیت حفاظت از مبلغان، لازم است که به‌طور جداگانه حفاظت از شام (سرزمین) و خاور دور مورد مطالعه قرار گیرد.